# Valdalssjöns naturreservat

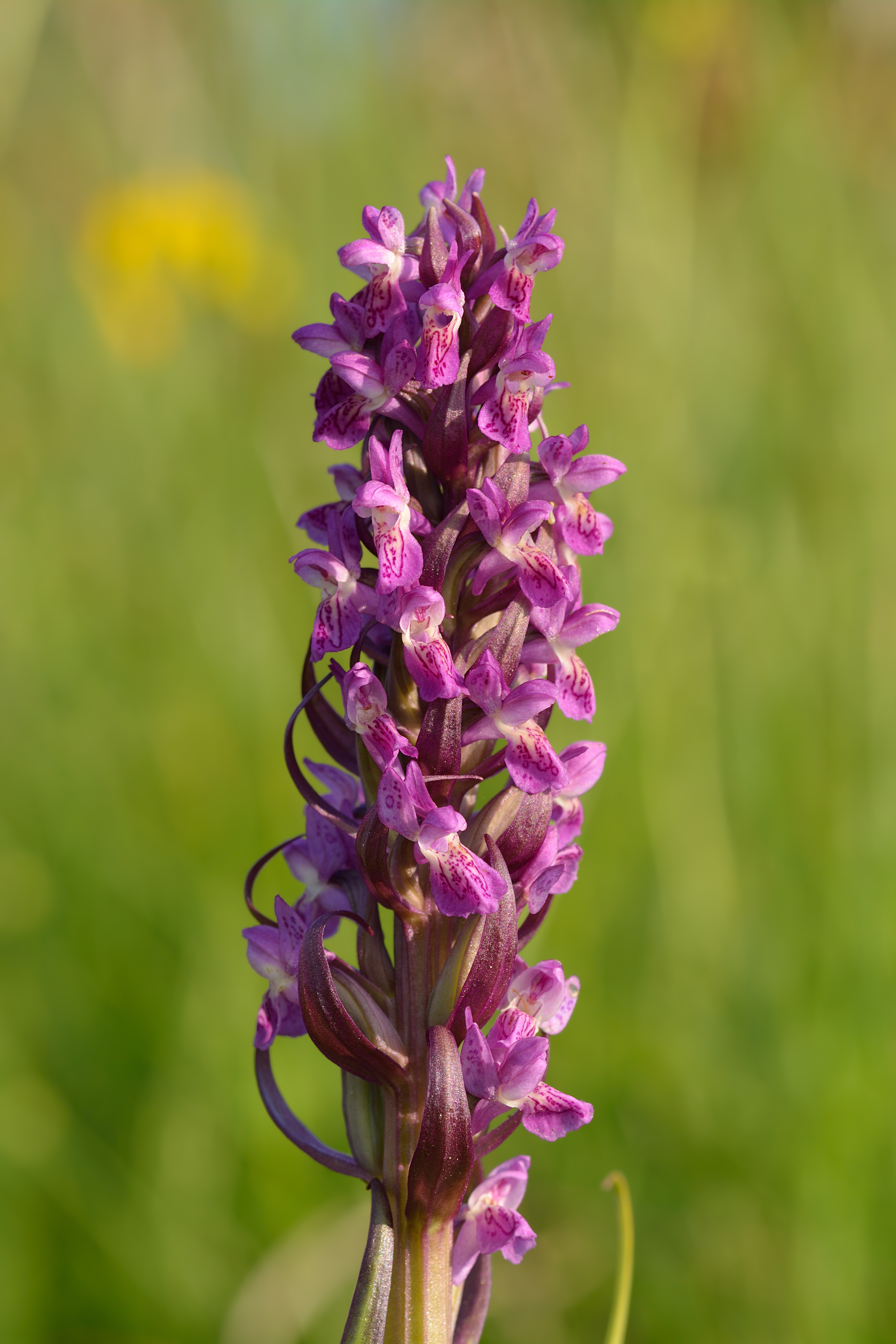
Ängsnycklar

Valdalssjön är ett naturreservat i Hjärtums socken i Lilla Edets kommun i Västra Götalands län.
Reservatet är skyddat sedan 2006 och omfattar 11 hektar. Det är beläget 10 km norr om Lilla Edet. Valdalssjön ligger i närheten av Valdalsbergens naturreservat.
Inom reservatet finns granskog, ädellövskog, barrsumpskog och dessutom lövblandad barrskog. Dessutom Valdalssjön och rikkärr. Området ligger i en sänka omgiven av branta sluttningar som i östra delen av reservatet är bevuxna med blandskogar av gran, tall, ek och lövträd. Valdalssjön är en liten rund kalkrik agsjö. I sjön finns klart och mineralrikt källvatten och den hyser ett antal kransalgsarter. Inom området finns riklig förekomst av gotlandsag som växer i ett smalt bälte kring sjön. På partier av gungflyn förekommer snip. Kalken i området gör att man finner en rad intressanta mossor och andra sällsynta växter här. Sjön omges av sumpskog med en fin lavflora
Området ingår i EU:s ekologiska nätverk av skyddade områden, Natura 2000. Det förvaltas av Västkuststiftelsen.